# Siphlonurus lusoensis
Siphlonurus lusoensis is een haft uit de familie Siphlonuridae. De wetenschappelijke naam van de soort is voor het eerst geldig gepubliceerd in 1977 door Puthz.
De soort komt voor in het Palearctisch gebied.